# Tirso González
Pour les articles homonymes, voir González.
Thyrsus (Tirso) González de Santalla, né le 18 janvier 1624 à Arganza, (Espagne) et décédé le 27 octobre 1705 à Rome, était un prêtre jésuite espagnol. Il fut élu en 1687 treizième Supérieur général de la Compagnie de Jésus.

## Formation
Il fait ses humanités et études de littérature à Villafranca del Bierzo dans le Leon, puis une année de Philosophie à Oviedo avant d'entrer dans la Compagnie de Jésus (3 mars 1643).
Il approfondit la philosophie à Valladolid en 1645-47 et fait ses études de Théologie à Salamanque de 1647 à 1651. Gonzalez est ordonné prêtre en 1651, à Salamanque. Sa formation terminée il est nommé professeur de philosophie à Santiago (1653-55), puis de théologie à Valladolid et Salamanque (1656-65), et à nouveau de 1676 à 1687. Parallèlement il s'engage dans une série de missions rurales en particulier auprès des morisques. Il fera le récit de son expérience apostolique dans ses Disputationes mais aussi dans une méthode d'évangélisation à l'intention des missionnaires envoyés auprès de musulmans: Manuductio ad conversionem mahumetanorum.

## Une carrière de théologien
Adversaire convaincu du probabilisme, González demande fréquemment à ses supérieurs d'engager les jésuites dans la lutte contre cette tendance doctrinale. Il écrit lui-même une défense du probabiliorisme, accordant toutefois une importance exagérée à l'estimation subjective du degré de probabilité. Les censeurs de la Compagnie de Jésus rendent un avis défavorable unanime sur ce travail, et, de ce fait, en 1674, le Supérieur Général Giovanni Paolo Oliva lui refuse l'imprimatur.
Cependant, González est encouragé par le pape Innocent XI et, à sa demande, le Saint-Office émet un décret (1680), ordonnant aux Supérieurs de la Compagnie d'autoriser les membres de l'Ordre religieux de défendre le probabiliorisme.

## Supérieur Général
À la veille d'être envoyé en Afrique pour une mission d'évangélisation en 1687, Gonzalez est élu par sa province comme électeur à la treizième congrégation générale, où il est élu Supérieur Général le 6 juillet 1687 vraisemblablement sur les instances d'Innocent XI. Il succède alors à Charles de Noyelle.
En tant que nouveau Supérieur Général, González cherche à restaurer la crédibilité de la Compagnie accusée par ses ennemis de laxisme moral. Il se sent obligé de combattre le probabilisme dans la Compagnie. En 1691, il fait imprimer une édition modifiée de son travail, mais ses assistants lui rappellent que le Général est élu pour gouverner la Compagnie, non pas pour écrire des livres. Le pape Innocent XII ordonne un nouvel examen, et après de nombreuses corrections le manuscrit est finalement publié en 1694, sous le titre Fundamentum Theologiae moralis id est, tractatus theologicus de recto usu opinionum probabilium.

## Œuvres
González écrivit aussi plusieurs ouvrages apologétiques : Selectarum disputationum tomi quattuor (1680), dans lequel figurent quatre chapitres contre les Thomistes, les Jansénistes, et certains docteurs de l'Université de Louvain ; des traités sur l'Immaculée Conception, et sur l'infaillibilité papale. Ce dernier livre fut écrit pour contrer la Déclaration du clergé de France de 1682 et le gallicanisme. Il fut imprimé sur ordre d'Innocent XI provoquant une grave crise diplomatique avec la France. Son ouvrage fut plus tard interdit par Alexandre VIII, qui craignait de nouvelles difficultés avec la Cour française. L'ouvrage parut, sous forme d'un simple résumé, en 1691.